# 猪口雄大
猪口 雄大（いのくち ゆうだい、1996年8月31日 - ）は、熊本県熊本市出身の元プロ野球選手（内野手）・コーチ。左投左打。愛称及び火の国サラマンダーズでの2022年  - 2023年の登録名はPIGBOSS（ピッグボス）。

## 経歴

### プロ入り前
高校時代は東海大学付属熊本星翔高等学校でプレー。卒業後は52期の野球部OB会幹事を務める。
大学は首都圏への進学も考えていたが、地元の九州地区大学野球連盟の東海大学九州キャンパスに進学。2年生春の東海大学硬式野球部3キャンパス交流戦では敢闘賞に選出される。同年秋の南部九州ブロック大会熊本地区予選では最優秀選手賞とベストナイン一塁手に選出される。3年生春の南部九州ブロック大会熊本地区予選でもベストナイン一塁手に選出され、同ブロック大会決勝リーグでは2回戦の対沖縄大学戦で逆転の2点本塁打を放つなど、同大にとって11年ぶり11度目となる全日本大学野球選手権大会進出に貢献。本大会では同大は初戦敗退を喫したものの、猪口は4番打者として3安打2打点の活躍を見せた。
大学卒業後の2019年に社会人野球の熊本ゴールデンラークスに入社。1年目から長打力で存在感を見せた。野球外ではチームを運営する鮮ど市場の鮮魚コーナーで魚をさばく業務にあたっていた。

### KAL・熊本時代
2021年からは熊本ゴールデンラークスを母体とする独立リーグ・九州アジアリーグの火の国サラマンダーズに入団。1年目の多くは攻撃型2番打者として起用され、38試合に出場して打率.288、12打点をマークした。
2022年からはラークス時代からの同期である瀬戸口樹らとともにコーチを兼任することとなり、猪口は内野守備・打撃コーチを担当。2021年12月2日に熊本市内のホテルで行われた新コーチ陣発表の会見には、北海道日本ハムファイターズの新監督・新庄剛志の愛称「BIG BOSS」に強くインスピレーションを受けた「PIG BOSS」のキャラクターで出席し、注目を集めた。2022年からは登録名も「PIGBOSS」となる。シーズン終了後の11月19日に開かれたチームの来年度体制発表会見では、2022年にリーグ優勝と独立リーグ日本一（グランドチャンピオンシップ優勝）を達成して「運を持っている」として、この登録名を継続すると発言した。
2023年からは野手総合コーチ専任となる。同年シーズン終了後に退任が発表され、付されたコメントで「野球指導の道を歩み続けていきます」と述べた。

### 退団後
2024年2月2日、研修を経て学生野球資格を回復した。同年より、母校である東海大学九州キャンパスのコーチを務めている。

## 選手としての特徴・人物
ふっくらとした愛嬌のある体形だが、全力プレーを持ち味とし、高校時代は卓越したバットさばきを誇る巨漢打者として鳴らしていた。社会人入り後にはバットコントロールや選球眼の他、ハッスルプレー、リーダーシップも期待され、実際に火の国サラマンダーズ1年目は盛り上げ隊長として存在感を放った。根は真面目な性格であるという。
「PIGBOSS」という愛称及び登録名は、当時大きく話題になった新庄剛志の「BIGBOSS」と、自身の恰幅の良さを「PIG」（豚）にたとえたもので、新コーチ陣発表会見の前日夜に急遽決まったものである。これは会見の前日に猪口が思いついたアイデアだが、元々は愛称だけのつもりであり、「PIG BOSS」というパロディキャラクターで会見に臨むといった程度のものだった。しかし、これを球団社長の神田康範に提案したところ、球団は「PIG BOSS」を正式な登録名として設定してしまい、会見の場でも猪口の席には「猪口雄大」と名前を掲示せずに「PIG BOSS」とだけ掲示した。猪口はキャラクター設定の固まらないまま会見に臨み、サングラスを借りて、質問が来るたびに「PIG BOSS!」と新庄を即興で真似た滑り芸を見せていた。猪口は「もし、これでサラマンダーズの名前が広がれば僕としても身が引き締まります」と答えている。その後、神田からイタリア製のサングラスをプレゼントされた。両手の中指と薬指の間を開けた「PIGBOSS」ポーズをトレードマークとし、球団公式サイト掲載の写真もサングラスをかけてポーズをとった格好のものが使われている。
好きな食べ物は豚丼。

## 詳細情報

### 独立リーグでの年度別打撃成績
| 年 度     | 球 団     | 試 合 | 打 席 | 打 数 | 得 点 | 安 打 | 二 塁 打 | 三 塁 打 | 本 塁 打 | 塁 打 | 打 点 | 盗 塁 | 盗 塁 死 | 犠 打 | 犠 飛 | 四 球 | 敬 遠 | 死 球 | 三 振 | 併 殺 打 | 打 率 | 出 塁 率 | 長 打 率 | O P S |
| --------- | --------- | ----- | ----- | ----- | ----- | ----- | -------- | -------- | -------- | ----- | ----- | ----- | -------- | ----- | ----- | ----- | ----- | ----- | ----- | -------- | ----- | -------- | -------- | ----- |
| 2021      | 熊本      | 38    | 104   | 80    | 10    | 23    | 4        | 1        | 0        | 29    | 12    | 0     | 1        | 5     | 3     | 13    | -     | 3     | 15    | 3        | .288  | .394     | .363     | .756  |
| 2022      | 熊本      | 13    | 21    | 20    | 2     | 4     | 1        | 0        | 0        | 5     | 1     | 0     | 0        | 0     | 0     | 1     | -     | 0     | 3     | 0        | .200  | .238     | .250     | .488  |
| 通算：2年 | 通算：2年 | 51    | 125   | 100   | 12    | 27    | 5        | 1        | 0        | 34    | 13    | 0     | 1        | 5     | 3     | 14    | -     | 3     | 18    | 3        | .270  | .367     | .340     | .707  |

### 背番号
- 30 （2021年 - 2023年)

### 登録名
- 猪口 雄大（いのくち ゆうだい、2021年）
- PIGBOSS[注 2]（ピッグ ボス、2022年 - 2023年）